# Frans II der Beide Siciliën
Frans van Assisi Maria Leopold (Napels, 16 januari 1836 – Arco, 27 december 1894), uit het huis Bourbon, was van 1859 tot 1861 als Frans II de laatste koning van de Beide Siciliën. Hij was de zoon van Ferdinand II der Beide Siciliën en Maria Christina van Savoye.
Frans' opleiding werd erg verwaarloosd en hij groeide uit tot een man met een zwak karakter, sterk beïnvloed door zijn stiefmoeder Theresia van Oostenrijk, de priesters en zijn reactionaire hovelingen. Hij kwam na de dood van zijn vader op 22 mei 1859 op de troon en benoemde Carlo Filangieri tot premier. Die realiseerde zich het belang van de Frans-Piëmontese overwinningen in Lombardije en adviseerde de koning de door Camillo Benso di Cavour voorgestelde alliantie met Piëmont-Sardinië te aanvaarden. Op 7 juni sloeg een deel van de Zwitserse Garde aan het muiten en terwijl de koning beloofde zich met hun grieven bezig te houden verzamelde de generaal Vito Nunziante andere troepen en liet ze neerschieten. Dit resulteerde in het opheffen van de gehele Zwitserse Garde, het sterkste bolwerk van de dynastie.
Cavour probeerde opnieuw een alliantie te bewerkstelligen die de Kerkelijke Staat tussen Piëmont en het koninkrijk Napels zou verdelen, met uitzondering van de provincie Rome. Frans wees het idee, dat hem heiligschennis leek, echter af. Filangieri trachtte ook een grondwet op te stellen, maar toen de koning dit weigerde trad hij af. Ondertussen waren revolutionaire partijen bezig met een samenzwering om de Bourbons in Calabrië en Sicilië af te zetten en maakte Giuseppe Garibaldi zich op voor een aanval in het zuiden. Een samenzwering op Sicilië werd ontdekt en de samenzweerders werden zeer streng gestraft. In mei 1860 wist Garibaldi het eiland echter zeer gemakkelijk te veroveren.
Door deze gebeurtenissen angstig geworden stond Frans een grondwet toe, maar het uitroepen ervan veroorzaakte rellen in Napels en het terugtreden van ministers. Liborio Romano werd de nieuwe regeringsleider. Al snel vielen het leger en de marine uiteen en Cavour zond een Piëmontees eskader om de gebeurtenissen waar te nemen. Garibaldi rukte noordwaarts op en werd overal als bevrijder onthaald. Na lang aarzelen en zelfs een oproep aan Garibaldi verliet Frans op 6 september Napels samen met zijn vrouw Maria Sophia en hovelingen. Ze voeren over zee naar Gaeta, waar een groot deel van het leger zich bevond. De volgende dag marcheerde Garibaldi Napels binnen, waar hij hartelijk werd verwelkomd en een voorlopige regering vormde.
Koning Victor Emanuel II van Sardinië had besloten de pauselijke staten binnen te vallen en na het bezetten van Romagna en Marche trok hij het koninkrijk binnen. Garibaldi's troepen versloegen op 1 en 2 oktober de Napolitaanse royalisten in de slag bij de Volturno terwijl de Piëmontezen Capua veroverden. Alleen Gaeta, Messina en Civitella del Tronto hielden stand. Op 6 november 1860 begon Piëmont met de belegering van deze steden. Frans en Maria Sophia hielden het hoofd koel en gedroegen zich moedig en zelfs toen de Franse vloot, die tot dan toe een aanval vanuit zee had voorkomen, zich terugtrok, bleef hij zich verzetten. Pas op 12 februari 1861 gaf het fort zich over.
Aldus werd het koninkrijk der Beide Siciliën onderdeel van het nieuwe koninkrijk Italië. Het koninklijk paar bracht de rest van hun leven door in Oostenrijk, Frankrijk en Beieren. Frans stierf op 27 december 1894 in Arco (Zuid-Tirol). Zijn halfbroer Alfons volgde hem op als titulair vorst van Beide Siciliën.

## Kinderen
Met zijn vrouw Maria Sophia had hij één kind:
- Maria Christina Pia (1869-1870)

## Voorouders
| Voorouders van Frans II der Beide Siciliën | Voorouders van Frans II der Beide Siciliën                                                  | Voorouders van Frans II der Beide Siciliën                                                  | Voorouders van Frans II der Beide Siciliën                                           | Voorouders van Frans II der Beide Siciliën                                           | Voorouders van Frans II der Beide Siciliën                                                 | Voorouders van Frans II der Beide Siciliën                                                 | Voorouders van Frans II der Beide Siciliën                                                 | Voorouders van Frans II der Beide Siciliën                                                 |
| ------------------------------------------ | ------------------------------------------------------------------------------------------- | ------------------------------------------------------------------------------------------- | ------------------------------------------------------------------------------------ | ------------------------------------------------------------------------------------ | ------------------------------------------------------------------------------------------ | ------------------------------------------------------------------------------------------ | ------------------------------------------------------------------------------------------ | ------------------------------------------------------------------------------------------ |
| Overgrootouders                            | Ferdinand I der Beide Siciliën (1751–1825) ∞ 1768 Maria Carolina van Oostenrijk (1752-1814) | Ferdinand I der Beide Siciliën (1751–1825) ∞ 1768 Maria Carolina van Oostenrijk (1752-1814) | Karel IV van Spanje (1748-1819) ∞ 1765 Maria Louisa van Parma (1751-1819)            | Karel IV van Spanje (1748-1819) ∞ 1765 Maria Louisa van Parma (1751-1819)            | Victor Amadeus III van Sardinië (1726-1796) ∞ 1738 Maria Antonia van Bourbon (1729-1785)   | Victor Amadeus III van Sardinië (1726-1796) ∞ 1738 Maria Antonia van Bourbon (1729-1785)   | Ferdinand van Oostenrijk (1754-1806) ∞ Maria Beatrice d'Este (1750-1729)                   | Ferdinand van Oostenrijk (1754-1806) ∞ Maria Beatrice d'Este (1750-1729)                   |
| Grootouders                                | Frans I der Beide Siciliën (1777-1830) ∞ 1768 Maria Isabella van Bourbon (1789-1848)        | Frans I der Beide Siciliën (1777-1830) ∞ 1768 Maria Isabella van Bourbon (1789-1848)        | Frans I der Beide Siciliën (1777-1830) ∞ 1768 Maria Isabella van Bourbon (1789-1848) | Frans I der Beide Siciliën (1777-1830) ∞ 1768 Maria Isabella van Bourbon (1789-1848) | Victor Emanuel I van Sardinië (1759-1824) ∞ Maria Theresia van Oostenrijk-Este (1773-1832) | Victor Emanuel I van Sardinië (1759-1824) ∞ Maria Theresia van Oostenrijk-Este (1773-1832) | Victor Emanuel I van Sardinië (1759-1824) ∞ Maria Theresia van Oostenrijk-Este (1773-1832) | Victor Emanuel I van Sardinië (1759-1824) ∞ Maria Theresia van Oostenrijk-Este (1773-1832) |
| Ouders                                     | Ferdinand II der Beide Siciliën (1810-1859) ∞ Maria Christina van Savoye (1812-1836)        | Ferdinand II der Beide Siciliën (1810-1859) ∞ Maria Christina van Savoye (1812-1836)        | Ferdinand II der Beide Siciliën (1810-1859) ∞ Maria Christina van Savoye (1812-1836) | Ferdinand II der Beide Siciliën (1810-1859) ∞ Maria Christina van Savoye (1812-1836) | Ferdinand II der Beide Siciliën (1810-1859) ∞ Maria Christina van Savoye (1812-1836)       | Ferdinand II der Beide Siciliën (1810-1859) ∞ Maria Christina van Savoye (1812-1836)       | Ferdinand II der Beide Siciliën (1810-1859) ∞ Maria Christina van Savoye (1812-1836)       | Ferdinand II der Beide Siciliën (1810-1859) ∞ Maria Christina van Savoye (1812-1836)       |
| Frans II der Beide Siciliën (1836-1894)    |                                                                                             |                                                                                             |                                                                                      |                                                                                      |                                                                                            |                                                                                            |                                                                                            |                                                                                            |